# Lise-Meitner-Preis
Der Lise-Meitner-Preis (Lise Meitner Prize) für Kernphysik einschließlich deren Anwendungen wird seit 2000 alle zwei Jahre von der Europäischen Physikalischen Gesellschaft verliehen. Er ist nach Lise Meitner benannt. Er soll die „Breite und Stärke“ der Kernphysik in Europa darstellen und wird somit an Wissenschaftler aus dem europäischen Raum verliehen. Er ist mit einer Medaille mit dem Bild Lise Meitners verbunden.

## Preisträger
- 2000 Peter Armbruster, Gottfried Münzenberg, Juri Oganesjan
- 2002 James Philip Elliott, Francesco Iachello
- 2004 Bent Herskind, Peter J. Twin
- 2006 Heinz-Jürgen Kluge, David Brink
- 2008 Reinhard Stock, Walter Greiner
- 2010 Juha Äystö (Universität Jyväskylä) für die Entwicklung der Ionen-Führungsmethode (Ion Guidance) bei radioaktiven Ionenstrahlen und der genauen Bestimmung von Kerneigenschaften damit.
- 2012 Karlheinz Langanke, Friedrich-Karl Thielemann
- 2014 Johanna Stachel, Peter Braun-Munzinger, Paolo Giubellino, Jürgen Schukraft, für Forschungen bei ALICE
- 2016 Ulf-G. Meißner, für die Entwicklung und Anwendung effektiver Feldtheorien in der Physik der Hadronen und in der Kernphysik
- 2018 Peter Ring, Peter Schuck, für Beiträge zur Viele-Körper-Kernphysik
- 2020 Klaus Blaum, Björn Jonson, Piet Van Duppen, für Forschungen an der ISOLDE-Einrichtung
- 2022 Philip Walker, für Forschungen zu langlebigen angeregten Kernzuständen
- 2024 Muhsin N. Harakeh, Achim Richter für ihre Arbeiten zu collective modes von Atomkernen[2]